# Llebre de Corea
La llebre de Corea (Lepus coreanus) és una espècie de llebre de la família dels lepòrids que viu a la península de Corea i parts adjacents de la Xina. Ocupa diversos hàbitats, que van des de les planes fins a les muntanyes. Es tracta d'un herbívor generalista. La sobreexplotació de recursos i l'empitjorament de la destrucció i fragmentació del seu hàbitat són amenaces per a la supervivència d'aquesta espècie. El seu nom específic, coreanus, significa 'coreà' en llatí.